# 日本におけるCOVID-19ワクチンの接種

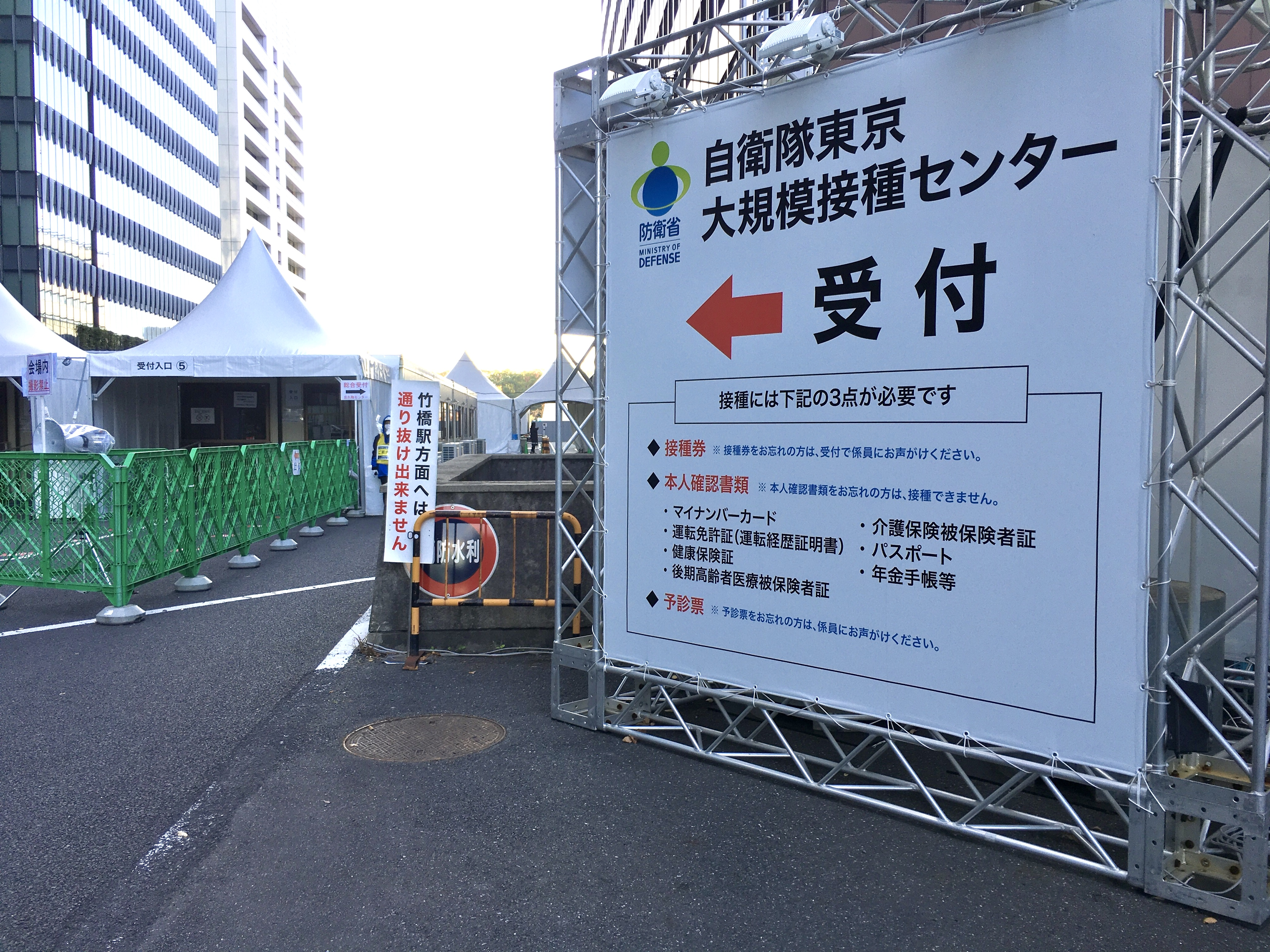
大手町合同庁舎に設営された自衛隊東京大規模接種センター

日本におけるCOVID-19ワクチンの接種（にほんにおけるコビッド19ワクチンのせっしゅ）では、日本国内におけるCOVID-19ワクチン（新型コロナウイルスワクチン、新型コロナワクチン）の接種状況、および接種を取り巻く社会的な状況や事情その他について記述する。
COVID-19ワクチンは、新型コロナウイルス感染症（COVID-19）の原因ウイルスであるSARSコロナウイルス2（SARS-CoV-2）に対して、ヒトに獲得免疫（感染や発症を予防する液性免疫、重症化を抑制する細胞性免疫）を誘導するワクチンである。
2021年2月から、予防接種法附則第7条第2項の規定による同法第6条第1項の「臨時接種」の形態で行われた。接種にかかる費用は国の負担で無料であり、国の責任により万が一の副反応に対する健康被害救済制度（医療費・年金・死亡時見舞金など）が設けられていた。集団接種の仕組みには、2018年8月からの風疹流行を踏まえ2018年度末から行われていた一部年代の男性に対する風疹ワクチンの追加接種で用いられたクーポン券（接種券）の仕組みがほぼ踏襲された。国や自治体は接種券や予診票を送り、できるだけ接種を促す「接種勧奨」の姿勢をとった。2024年3月末に全額公費負担が終了した。4月からは高齢者を対象とした原則有料の定期接種（B類）に移行し、高齢者以外は、予防接種法に基づかない接種（任意接種）として自己負担で接種可能となった。またそれに伴い、救済制度の取扱いが変わった。
COVID-19ワクチンの接種は、2021年2月17日に初回接種、12月1日に3回目接種、2022年5月25日に4回目接種、10月21日に5回目接種が開始され、2023年11月までにファイザー、モデルナ、アストラゼネカ（2022年9月30日接種終了）、ノババックス、ヤンセンファーマ、第一三共、Meiji Seika ファルマの7社累計9種のワクチンが薬事承認されている。
2022年12月時点で、ワクチンは乳幼児（生後6カ月以後）を含む全ての年代に推奨され、努力義務が適用されていた。当初、5 - 11歳を除く全対象者に接種を受けるよう努めなければならない「努力義務」としていたが、小児用ワクチンのオミクロン株への効果と安全性が示されため、2022年9月上旬頃から5 - 11歳を含む全世代に「努力義務」とすることになった。2022年10月下旬から、生後6か月 - 4歳の接種も始まり、「努力義務」が適用された。
2024年4月1日時点で、合計4億36,19万3,341回（1回目：1億04,75万3,261回、2回目：1億03,46万4,961回、3回目：86,69万7,731回、4回目接種以上：1億41,27万7,388回）の接種が行われた。接種状況は、未接種18.8%（接種対象年齢に満たない者も含む）、1回目接種済み：80.4%、2回目接種済み：79.5%、3回目接種済み：67.1%。65歳以上の3回目接種済み：91.9%、小児(5 - 11歳)の2回目接種済み：23.8%、乳幼児(生後6か月 - 4歳)の2回目接種済み：4.2%。オミクロン株対応ワクチンの接種率（2023年5月8日時点）は、未接種55%、接種45%。製薬会社別（2022年11月29日時点）では、ファイザー：2億67,57万6,474回（76.62%、2021年2月17日-）、モデルナ：81,28万4,653回 (23.28%、2021年5月23日-）、ノババックス：25万5,352回（0.07%、2022年5月-）、アストラゼネカ：11万7,843回（0.03%、2021年8月21日-）となっていた。

## 概要
日本でのCOVID-19ワクチン接種は、他の主要経済国よりも2 - 5カ月遅れて開始された。COVID-19ワクチンは「特例承認制度」により、通常より短期間で承認されたが、通常の承認と同様に有効性を確認することが必要なため、日本人を対象とした臨床試験を追加で行った。
2021年2月17日、最初に薬事承認されたファイザー製ワクチンの接種が、医療施設の医療従事者を対象に開始された（実施主体は都道府県）。次いで、市区町村が実施主体となり、4月12日より65歳以上の高齢者への接種が開始された。
2021年5月21日、モデルナとアストラゼネカ製ワクチンが薬事承認された。5月21日時点の接種率は4％であり、承認の遅さ、輸入時の混乱、接種担当者の不足などの批判があった。5月24日からは東京都心（大手町）と大阪市内に開設された国（自衛隊）による大規模接種センターが開設され、対象地域が全国に拡大されたのち、6月17日からは対象年齢が18歳以上に拡大された。6月13日以降、企業や大学での職域接種が開始された。
10月下旬には2回目接種率が70%を超え、他の多くの国より高い接種率を達成した。
その後、ワクチン接種が進み、COVID-19による致死率が低下すると、追加接種を受ける人は減少したが、2022年11月時点で人口の3分の2以上（67.2%）がワクチンを3回以上接種しており、これは国際的にみても高い接種率だった。2021年3月3日から11月30日にかけて、ワクチン接種は直接的にCOVID-19の患者数を33％（56万4596人）、死亡数を67％（1万8622人）抑制したと推算されている。さらに、ワクチンには「感染の連鎖や医療の逼迫が起こりにくくなるという間接的な効果」もあり、これらを含めると感染や死亡の抑制効果はさらに大きいと考えられている。東京大学の研究グループが2025年に発表した数理モデルによる分析では、2021年の日本におけるCOVID-19の死者数約1万4000人に対し、ワクチン接種によって約3万117人の死亡を回避できたと推計された。また、ワクチン導入時期の違いによる影響についても検討されており、仮に現実よりも3か月早くワクチンを導入できていれば7003人の死亡を防ぐことができ、逆に3か月遅れていれば2万2216人の追加死亡が生じた可能性があるとされた。

## ワクチンの確保
2020年
- 6月5日 - 加藤勝信厚生労働大臣（当時）は、2021年前半までにコロナワクチンの量産体制を整備していくと表明し、2020年度第2次補正予算1455億円でワクチンの開発企業に対し生産体制の整備を前倒しして進めるための費用を補助する方針を示した[45]。
- 6月14日 - 安倍晋三内閣総理大臣（当時）は、ネット番組で「早ければ年末にワクチンを接種できるよう米モデルナ社や英アストラゼネカ社と交渉している」と述べた[46]。
- 6月16日、アメリカ合衆国連邦政府のワクチン戦略「ワープスピード作戦」担当高官は、ワクチンについて「最優先は米国民の保護。余剰分を他国が手に入れるのは妨げない」と述べた[47]。
- 7月31日、政府がアメリカの製薬企業・ファイザーと、2021年6月末までに新型コロナウイルスワクチン6,000万人分（1億2,000万回分）の供給を受けることに合意した[48]。
- 8月、安倍首相が辞任を表明し、9月16日に菅義偉が首相に就任した（菅義偉内閣2020年9月16日 - 2021年10月4日）[49]。
- 10月29日、政府がアメリカの製薬企業・モデルナと、武田薬品工業による国内での流通のもと 2021年上半期に4,000万回分、2021年第3四半期に1,000万回分の供給を受けることについて両者と契約を締結[48]。
- 12月2日、新型コロナウイルスのワクチン接種を無料にする予防接種法の改正案が参議院本会議で可決され、成立した。これにより新型コロナ感染症の予防接種にかかる費用は国が負担することになる。また、接種による健康被害で製造販売業者が損害賠償を求められた場合は、国が肩代わりして損失を補償する。当該ワクチンの接種は蔓延を予防するため緊急の必要があるとする「臨時接種」に位置づけられ、強制ではないが、接種を受けることに努めなければならない努力義務が課された[50]。
- 12月10日、政府がイギリスの製薬企業・アストラゼネカと2021年初頭から1億2,000万回分のワクチンの供給（そのうち約3,000万回分については2021年の第一四半期中に供給）を受ける契約を締結[48]。

2021年
- 1月18日、菅義偉内閣総理大臣（当時）は、河野太郎規制改革担当大臣（当時）をワクチン接種の担当閣僚「新型コロナウイルスワクチン接種推進担当大臣」に任命した[51]。続く1月19日には、2月中旬にワクチンを承認した後、2月下旬より安全性調査に参加する医療従事者から接種を始め、以降医療従事者、65歳以上の高齢者、高齢者施設や障害者施設で働く人、持病のある人を優先的に接種した後、5月より一般の人への接種を始め、7月までに16歳以上の全国民を対象に接種を進める想定スケジュールが政府により発表された[52]。
- 1月27日、国内メーカーがアストラゼネカの日本国内向けワクチン9,000万回分（4,500万人分）の製造を行うと発表された[53]。ワクチンの原液はJCRファーマ（兵庫）がつくり、容器への充填などの製品化は第一三共（東京）やKMバイオロジクス（熊本）などが行う[54]。
- 1月27日、日本での各自治体でのワクチン接種に先立ち神奈川県川崎市の川崎市立看護短期大学の体育館で、川崎市と厚生労働省による、ワクチン接種訓練が行われた[55]。
- 1月30日、東京都練馬区が、2021年春以降開始のワクチン接種に向けて、小規模診療所でのワクチン接種を主体とし、公共施設での大規模接種を組み合わせた「練馬区モデル」を発表し、厚生労働省は先行事例として、全国の自治体に情報提供した[56]。京都府京都市や栃木県佐野市など全国各地の自治体で、この「練馬区モデル」を導入する方針を固めた[57][58]。その後、2021年5月から、全国各自治体で接種が本格的に開始されるようになると、都市部を中心に多くの自治体で、個別接種を中心とし、一部に集団接種を組み合わせた方式が採用されている。
- 2月12日、日本国内向けのアメリカのファイザー製ワクチンの第1便が、ファイザーの製造工場のあるベルギーから千葉県の成田国際空港に、旅客機による貨物便（ボーイング787-9）で到着した。輸送はCOVID-19流行以前から定期就航しているANAが担当した[59]。第2便は2月21日に、第3便は3月1日に、第4便は3月8日に成田に到着している[60][61][62][63]。（2月12日～3月8日の）4回の空輸で最大約236万回分、約118万人分が確保された[63]。4月5日到着の第11便では、輸送量の増加のため機材がさらに大型化（ボーイング777-300ER）された[64]。
- 2月14日、ファイザーのワクチンが薬事承認され、 2月17日に日本国内初となる新型コロナウイルスワクチンの接種が、医療従事者に対する先行接種として始まった[14][65]。
- 4月12日、高齢者への接種が開始された[32]。
- 4月23日、菅総理は記者会見で、「7月末を念頭に各自治体が（高齢者への）2回の接種を終えることができるよう、政府を挙げて取り組む」と述べた[66]。
- 4月27日、菅首相は東京・大阪に新型コロナウイルスワクチンの大規模接種センターを設置する方針を決め、岸信夫防衛大臣に設置を指示した。東京の設置会場について千代田区の大手町合同庁舎3号館を使用し、両会場とも自衛隊の医官や看護官を中心に業務にあたり5月24日からの運用を目指す方針で、主な接種対象は東京・神奈川・埼玉・千葉の1都3県の高齢者とする[67]。
- 4月30日、日本国内向けのモデルナ製ワクチンの第1陣が、ベルギーから関西国際空港にJAL機で到着した[68]。
- 5月3日、防衛省は大阪に設置する新型コロナウイルスワクチンの大規模接種センターの会場について、大阪府立国際会議場とすることを発表した。主な接種対象は大阪・京都・兵庫の2府1県の高齢者とする[69]。
- 5月14日、政府がアメリカ合衆国の製薬企業・ファイザーと、2021年第3四半期（7月〜9月）に約5,000万回分のワクチンの追加供給を受ける契約を締結[70]。
- 5月21日、アストラゼネカとモデルナのワクチンを薬事承認した[14]。モデルナの接種対象は18歳以上とし、アストラゼネカは接種後ごくまれに血栓が生じる事例が報告されており、承認後も当面接種は見送られた[71]。
- 5月23日、大阪の防衛省運営の大規模会場で、自衛官や民間看護師など接種業務対象者にモデルナ製ワクチンの国内初接種を行う[72]。
- 5月24日、東京・大阪の防衛省運営の大規模接種会場などで65歳以上の高齢者に対するモデルナ製ワクチンの接種開始[73]。
- 5月24日、ジョンソン・エンド・ジョンソン（ヤンセンファーマ）のワクチンが薬事承認された[14][74]。ただし、申請時点では、ファイザー・モデルナ・アストラゼネカのような日本政府との供給契約は結んでいない[75]。
- 6月1日、ファイザーのワクチンの接種対象が、これまでの16歳以上から12歳以上に拡大された[14][76]。
- 6月9日、菅首相は党首討論で、「10月から11月にかけて必要な国民には全て終えることを実現したい」と述べた[77]。
- 7月20日、厚生労働省がモデルナ製ワクチンについて、5,000万回分の追加契約を締結した[78]。
- 7月23日 – 8月8日、1年間延期されていた2020年東京オリンピックと、8月24日 – 9月5日に2020年東京パラリンピックが開催された[79]。約93,000人の選手・役員が来日した際、地元住民と隔離された場所（バブル）にいることを条件に検疫が免除された[80][81]。これらのバブルに出入りする約30万人の現地スタッフやボランティアのグループには2万人分のワクチンしか割り当てられなかったため、大会中とチームの帰国後の両方でCOVID-19が蔓延することが懸念された[80][81]。大会前の日本のワクチン接種率は15.2%と低く、オリンピック期間中は東京に緊急事態宣言が出されていた[82][83]。
- 7月30日、アストラゼネカのワクチンが、ワクチンの供給不足により原則40歳以上を対象に公費接種のワクチンに追加された[84][85][86]。 5月21日にモデルナ製と同時に薬事承認されたが、ごくまれに血栓症が起こることから国内では使われてこなかった[85]。
- 8月3日、モデルナのワクチンの接種対象が、これまでの16歳以上から12歳以上に拡大された[14][87]。
- 8月26日、厚生労働省はモデルナ製ワクチンの一部に異物混入が同月16日以降相次いで見つかったことをうけ、異物混入が疑われるロットの同社製ワクチン約163万回分の使用見合わせを発表[88]。9月1日、モデルナ社による調査の結果、異物は製造機器の組立て時の不具合により混入したステンレスの破片であったことが分かり、問題のロットの製品は企業により自主回収されることとなった。また、回収対象のロットとは別のロットの製品に、ゴム片が混入しているものが見つかっているが、製造や採取の過程で蓋のゴムの一部が混入したと考えられる場合は、接種の継続は可能だとしている[89]。
- 9月7日、厚生労働省はアメリカの製薬企業・ノババックスから技術移管を受けてワクチンの日本国内製造・流通を予定する武田薬品工業と日本国内での薬事承認を前提に1億5,000万回分のワクチン供給を受ける契約を締結した[90]。
- 10月8日、厚生労働省がファイザー製ワクチンについて、2022年1月から1億2,000万回分の追加供給を受ける契約を締結した[91]。
- 11月11日、ファイザーの18歳以上の3回目接種（追加接種）が薬事承認され、 12月1日に接種が開始された[14][92]。
- 12月16日、モデルナの18歳以上の3回目接種（追加接種）が薬事承認された[14]。

2022年
- 1月21日、ファイザーの5 - 11歳用ワクチンが薬事承認され[93]、3月から接種が始まった[94]。
- 2月14日、厚生労働省はファイザー製のワクチンについて、1億2,000万回分に加えて1,000万回分を追加購入することで合意した[95]。
- 3月25日、ファイザーの3回目接種（追加接種）が12歳以上に拡大された[14]。
- 4月11日、厚生労働省はアストラゼネカ製ワクチンの1億2000万回分の契約のうち、4000万回分をキャンセルした[96][97]。残る8000万回分のうち4300万回分はCOVAXを通じて途上国などの海外に供与している[98][99]。国内では、約20万回分を全国の自治体に配送し、mRNAワクチンでアレルギー反応が出る人などが接種を受けていたが、ごくまれに血栓症の報告があるため、接種回数は4月10日までの8か月間でおよそ12万回にとどまっていた[96][97]。2022年6月、国内において最後の配分が行われ、9月30日に接種が終了した[100][14]。
- 4月19日、ノババックスのワクチンを薬事承認し[101]、5月から接種が始まった[102]。ノババックス製は、インフルエンザや帯状疱疹のワクチンなどで幅広く使わてきた「組み換えたんぱくワクチン」であり、mRNAワクチンでアレルギー反応を起こす人や、新しい技術に懐疑的な人の選択肢になるとされている[103][104]。国内では武田薬品工業が製造販売し、政府は1億5000万回分の契約を結んだ[105]。
- 4月下旬から、いくつかの自治体でモデルナ製ワクチンが有効期限切れのため廃棄されている[106][107]。ファイザー製ワクチンの希望者が多いことや、若年層の3回目の接種が進んでいないことが理由とされる[106][107]。
- 5月25日、4回目の接種が開始された[108]。
- 6月20日、ジョンソン・エンド・ジョンソンのワクチンを薬事承認した[109]。なお、同ワクチンの接種については公費負担の対象とはせず、希望する場合には原則自己負担での接種となる[109][110]。ジョンソン・エンド・ジョンソン製ワクチンは、アストラゼネカ製ワクチンと同じウイルスベクターワクチンであり、ごくまれに血栓症の発症が報告されている[111][112]。
- 8月30日、ファイザーの5 - 11歳用ワクチンの3回目接種（追加接種）が薬事承認された[14]。
- 9月上旬、小児（5 - 11歳）のワクチン接種に努力義務が適用された[113][114]。
- 9月12日、モデルナとファイザーのオミクロン株（BA.1）対応2価ワクチンが薬事承認され、9月20日に接種が開始された[14][115][116]。2回目までを接種した人の追加接種用として使われる[117]。
- 10月5日、ファイザーの乳幼児（生後6か月 - 4歳）用ワクチンが薬事承認され、10月下旬に接種が始まった[16][22]。10月24日から11月下旬にかけておよそ700万回分のワクチンが自治体に配送される[22]。
- 10月5日、ファイザーのオミクロン株（BA.5）対応2価ワクチンが薬事承認され、10月13日に接種が開始された[115][118]。
- 11月1日、モデルナのオミクロン株（BA.5）対応2価ワクチンが薬事承認され、11月28日の週から接種が開始された[119][120]。
- 10月21日、12歳以上の5回目接種が開始され、少なくとも5か月としていた前回の接種からの間隔が3か月に短縮された[121][122]。
- 12月13日、モデルナのワクチン（従来株）及びオミクロン株（BA.1及びBA.5）対応2価ワクチンの追加免疫の対象者が、12歳以上に拡大された[14]。
- 12月16日、品質が保たれることがデータで示されたとして、ファイザー（6か月 - 4歳用、5 - 11歳用、12歳以上用）の2価（起源株/オミクロン株）ワクチンの有効期限が12ヶ月から18か月に延長され、印字より長い期限で取り扱うよう自治体に連絡が出された[123][124]。過去にも有効期限は何度が延長されており、モデルナは6か月→7か月→9か月、ファイザー（従来株）は6か月→9か月→12か月→15か月になっている[123]。

2023年
- 2月11日、モデルナの従来株対応1価ワクチンについて、予防接種法に基づく接種が終了した[14]。オミクロン株対応2価ワクチンについては引き続き接種を受けられる。
- 2月28日、ノババックスのワクチンについて、薬事承認上の追加免疫の対象者を12歳以上に拡大された。ファイザー社の５～11歳用オミクロン株(BA.4-5)対応2価ワクチンが薬事承認された[14]。
- 3月31日、ファイザーの従来株対応1価ワクチンについて、予防接種法に基づく追加接種が終了した[14]。初回接種（1回目・2回目）やオミクロン株対応2価ワクチンについては引き続き接種が受けられた。
- 5月、2023年度の接種が始まり、基礎疾患がある人や高齢者など重症化リスクのある人や医療従事者が対象になった[125]。ワクチンは、従来株ワクチンとオミクロン株対応2価ワクチンが使用された[126]。
- 9月、秋開始接種は、生後6か月以上のすべての人が対象となったが、高齢者や基礎疾患がある重症化リスクの高い人にのみに「努力義務」「接種勧奨」が適用された[125]。ワクチンは、流行の主流となっていたオミクロン株の派生型「XBB.1.5」対応の1価ワクチン[127][128]が使用された[125][129][126]。

- 11月、第一三共のmRNAワクチン「ダイチロナ」XBB1.5対応型の製造販売が承認された。厚生労働省は薬事承認を条件に「ダイチロナ」について140万回分を購入することで合意しており、同年12月以降に国産初のCOVID-19ワクチンとして接種が開始される[130][131][132]。また、Meiji Seika ファルマが製造販売する次世代型のmRNAワクチンとなる「レプリコン（自己増幅型）」ワクチン「コスタイベ」についても、同日に製造販売を承認した[133][134]。ただし「コスタイベ」は起源株を用いたワクチンであるため、この薬事承認時点では出荷は行わず、変異株に対応した2価ワクチンの早期実用化を目指すとした[134][130]。

2024年
- 3月末、「臨時接種」による全額公費負担が終了した[6][7]。秋開始接種の接種者は、全対象者の22.7％、高齢者の53.7％の約2800万人にとどまり[24][129]、1500万回分以上が廃棄される見込みとなった[135][136]。2021年2月の接種開始から、これまでに約9億2840万回分を契約し、そのうち2億4415万回分の6653億円分のワクチンが廃棄の対象になった[137][138]。厚労相は、「その時々の状況によって必要なワクチンを購入した。無駄とは考えていない」と述べている[137][138]。臨時接種終了に伴い、自治体は、ワクチン保管用の冷凍庫の譲り先や売却先を探すなどした[139][140][141]。また、「新型コロナワクチン接種証明書アプリ」のサービスが終了した[142]。
- 4月、高齢者を対象とした年1回秋冬に接種する原則有料の定期接種（B類）に移行した[6][7][143]。高齢者以外は、予防接種法に基づかない接種（任意接種）として自己負担で接種可能となった[6][8][144]。またそれに伴い、健康被害救済制度の取扱いが変わった[9][10]。ワクチンは、最新のWHOの推奨株を使用し[144]、他疾病ワクチンとの同時接種が可能となった[145]。
- 9月、Meiji Seika ファルマが販売するコスタイベのオミクロン株JN.1系統対応ワクチンが承認された[12]。
- 10月、高齢者などを対象にした定期接種が始まった[146][147]。費用は1万5000円程度で、自己負担が最大でもおよそ7000円に収まるように国が助成をする[146][148]。65歳以下の定期接種の対象にならない人は、任意接種で行われるため、全額が自己負担となった[148][149]。対象ワクチンは、ファイザー、モデルナ、第一三共の各社のmRNAワクチン、ノババックスが開発し武田薬品工業が販売する組み替えたんぱく質ワクチン、MeijiSeikaファルマの自己増幅型RNAワクチンの5種類で、全てオミクロン株JN.1に対応している[150][151]。MeijiSeikaファルマの新しいタイプのワクチンをめぐり、誤情報が広がり、特に「シェディング」に関する誤った情報が社会に拡散したことで、社会的混乱が発生した。

## 接種状況

### 初期
2021年1月末時点では、既に先進各国でワクチン接種が本格化する中、日本の接種開始の遅れが際立っていた。主要先進国の中で、ワクチンの承認に至ってないのは日本だけだった。

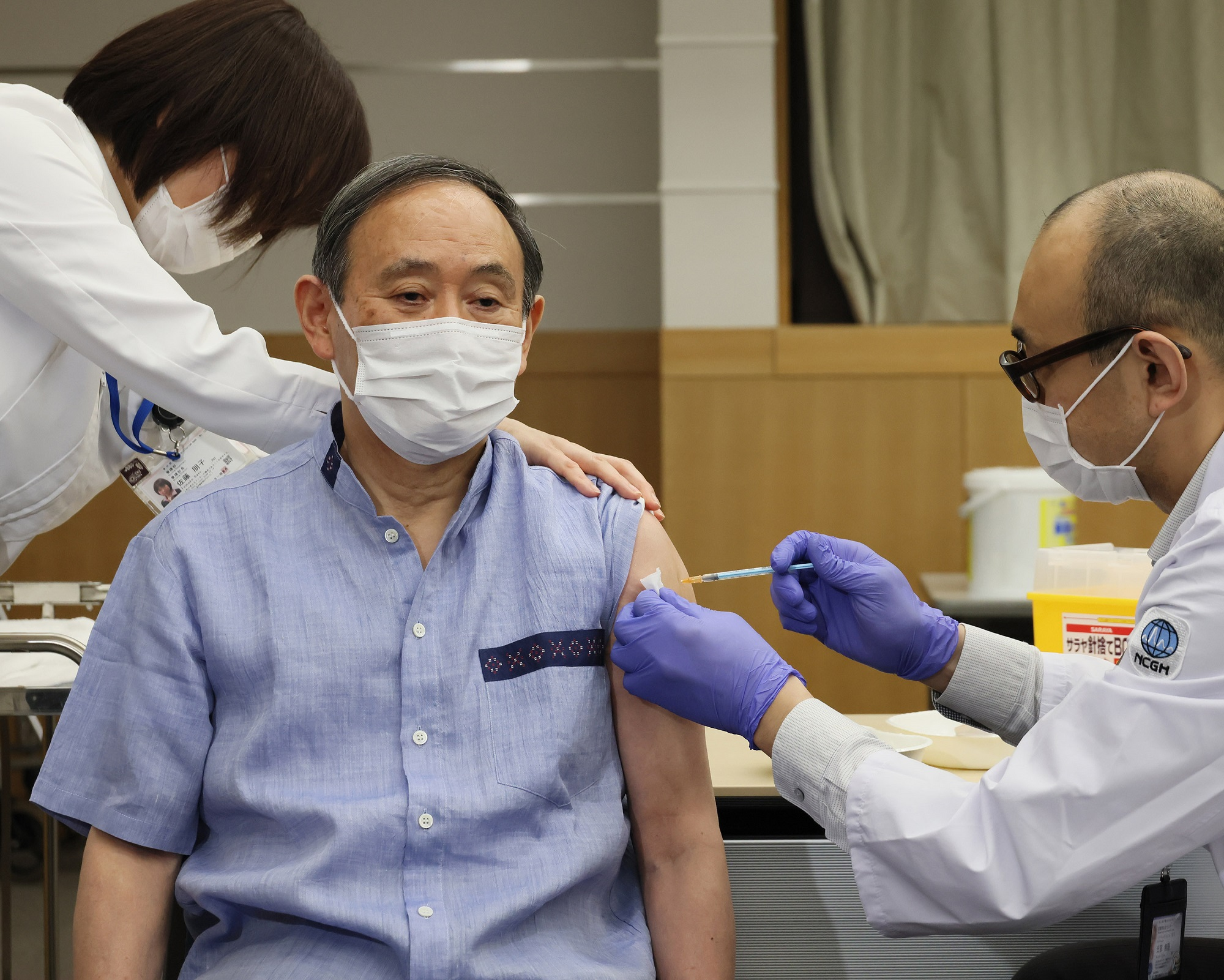
3月16日にCOVID-19ワクチン（ファイザー製）の接種を受ける菅義偉首相（当時）。4月16日に行われる日米首脳会談の渡米のためと言う。

同年2月14日には日本でもファイザー製mRNAワクチンについて厚生労働省の特例承認があり、国内で2月17日に接種開始された。公的な1人目の接種者は、東京都目黒区の国立病院機構東京医療センターの院長であった。医療従事者への接種から優先的に開始された。「今後、順次、各都道府県の病院で、医療従事者向けの接種が進められる」などと説明された。
2021年3月下旬時点で、日本の100人あたりのワクチン接種回数は0.4回であり、OECDの37ヶ国中で最下位であった。同年4月27日時点で、1回以上接種したのは人口の1%あまりであり、アジア全体の4%と比べても低い値であった。その後、期間を経て急速に接種率が上昇し、9月13日、ワクチンの2回目接種済人数は全人口の50.9%となり、うち65歳以上の高齢者では88%であった。同年10月4日時点では、ワクチンの2回目接種済人数は全人口の60.9%、1回目完了だと71.3%であった。
日本では当初、16歳（モデルナ製は18歳）→12歳以上（アストラゼネカ製は原則40歳以上、特に必要がある場合18歳以上）を対象に、ワクチン接種の優先順位ガイドラインを以下の順序で定めた。（ただし、16歳未満の接種には保護者の同意が必要とされる）
1. 医療従事者等（病院や診療所の職員、薬剤師、救急隊員、保健所の職員など）[164]
2. 昭和32年(1957年)4月1日以前に生まれた人（65歳以上の高齢者）
3. 高齢者以外で基礎疾患（心臓病、糖尿病、BMI30以上など）を有する人や高齢者施設等の従事者[164]
4. 上記 1. - 3. 以外の人

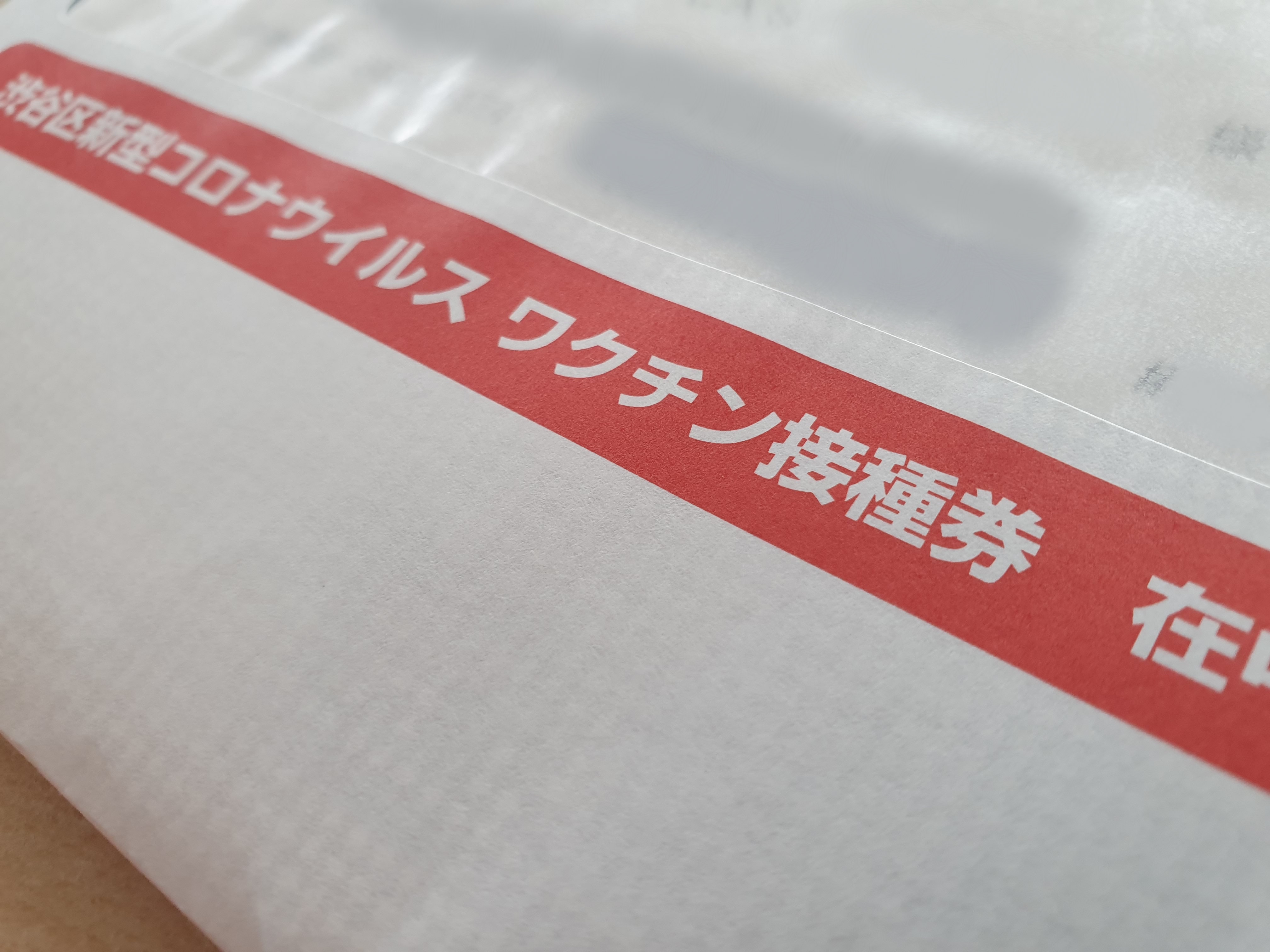
東京都渋谷区が住民あてにワクチン接種券を送付した封筒

同年3月、まず医療従事者などへのワクチンの優先接種が本格的に開始。同年4月15日時点で、優先接種対象の医療従事者等480万人のうち2回目の接種を完了したのは約68万人（14％）、1回目完了が117万人（24%）であった。優先接種対象の医療従事者等にはには新型コロナウイルスの感染者に接する機会が多い検疫所や保健所などの職員も含まれていたが、この時点ではワクチン供給量が不足しており、NHK取材では検疫所の職員が接種を受けられていない状況であった。
4月27日時点では、医療従事者等のうち1回目の接種が完了したのは3分の1程度であった。
第2順位の65歳以上の高齢者に対しては4月12日に一部の自治体で接種が開始され、4月26日以降本格的に接種が開始された。第1順位の接種を受ける医療従事者の数が当初の想定より100万人多い470万人に増えたことや接種対象となる高齢者が約3600万人に上ること、日本で広く使われる注射器では1瓶から6回分を採取できないこと、ファイザーのワクチン増産が5月以降となることなどから、スケジュールの遅延が予想された。前述のように医療従事者等へのワクチン接種が遅延したことから、自治体によっては配布された高齢者向けワクチンを地域の医療従事者用に転用するところもあった。
また、キャンセルなどでワクチンの余りが出ることに対しての有効利用について、一部自治体首長や職員が接種するケースが相次いで出ており、特に高齢者へのワクチンの接種予約が取りにくく混乱を生じている中で、公平性の観点から問題視する意見が一部で出ているが、ワクチン接種推進を担当する河野太郎行政改革担当大臣は「貴重なワクチンが廃棄されているのは極めて許しがたい状況だ。町長が先に打ったとか、いろんなことで批判され、批判を恐れて廃棄するようなことがないように、自治体の裁量で有効活用してほしい。批判があれば、私が責任をとる」と、ワクチンの有効利用の観点から接種を容認する見解を述べた。
注射器に起因する1瓶あたりの接種回数の問題に関し、京都府の宇治徳洲会病院は、条件が合えばインスリン用注射器でファイザー製ワクチンを1瓶から7回接種可能であるとした。また、テルモは1瓶から7回接種可能な注射器を開発し同年3月末から生産を開始。
同年4月26日、政府が東京都と大阪府に1日1万人規模の接種会場の設置を明らかにし、27日に菅義偉首相が自衛隊による接種会場（自衛隊大規模接種センター）を東京都に設置するよう指示した。期間は5月24日から3カ月の方針。場所は東京都は大手町合同庁舎、大阪府は大阪府立国際会議場（大阪市中之島）に決まり、東京・大阪とも5月24日から開設された。ワクチンは管理の混乱防止のため、既に自治体に配布されているファイザー製ではなく、承認審査中のモデルナ製が（承認を前提に）使用されると報道された。また、東京都町田市ではサッカーJリーグ・FC町田ゼルビアのホームスタジアムである町田市立陸上競技場（施設命名権名称・町田GIONスタジアム）を集団接種会場として使用するなど、各自治体が、国技館、競技場、競馬場など大規模施設を利用した接種会場の設置を実施あるいは検討している。
5月21日、モデルナ製ワクチンおよびアストラゼネカ製ワクチンが、厚生労働大臣により特例承認された。これにより、日本で3種類の新型コロナウイルスワクチンが承認されたが、このうちアストラゼネカ製のウイルスベクターワクチンに関しては、まれに血栓症を発症する副反応例が海外で報告されていることから、当面の間は日本国内での公的な接種を見送ることとなった（後述のように、以後に公的接種は再開されている）。同月23日、自衛隊が運営する大規模接種会場となる大阪府立国際会議場でモデルナ製ワクチンの接種が自衛隊員や民間看護師らに行われた。翌24日から東京・大阪の大規模接種会場で65歳以上の高齢者を対象にモデルナ製ワクチンの接種を開始している。
全国の自治体に総務省・厚生労働省が調査を実施した結果、5月21日発表では92.8%の自治体が「7月末までに高齢者の接種を完了予定」と回答した。
6月1日、政府が地域の負担軽減と接種の加速化を図る目的で、企業や大学などでの職域接種を同月21日から始めると発表した。東京・大阪の自衛隊による大規模会場と同じモデルナ製ワクチンを使用する。実際には同月13日から全日本空輸（ANAホールディングス）、14日から日本航空や読売新聞社といった一部の企業が前倒しで職域接種を開始。その後、職域接種の申請が想定を上回るペースで行われたことで、使用するモデルナ製ワクチンの供給が不足する可能性が出てきたことから、6月25日17時をもって申請の一時休止を政府が発表。職域接種用のモデルナ製ワクチンの1日の配送可能量が上限に達し、それがボトルネックとなりワクチンが不足する可能性が出てきた事が主な原因である。また、企業などが従業員らの数より過大な量を申請したケースもあるとみて精査したが、結論として同月30日に菅首相はワクチン接種などの進捗に関する関係閣僚会議で職域接種申請の新規申し込みを事実上一時休止すると表明。この時期には、自治体が実施する大規模接種についてモデルナ製のほかファイザー製でも対応することを検討しているが、ワクチン供給の見通しが立たず、予約の受け付けを中止する自治体も出始めていた。
また、厚生労働省は血栓症発症の副反応リスクがあることから公的接種での使用を見送っていたアストラゼネカ製ワクチンについて、60歳以上を対象に公費接種を認める方向で調整を進めていたが、同年7月30日に原則40歳以上を対象に公費接種の対象に追加することを決め、8月3日より正式に追加された。

### 中後期
前述のように諸々の混乱がありつつも日本国内のワクチン接種率は順調に推移し2021年10月4日時点で、ワクチンの2回目接種済人数は全人口の60.9%、1回目完了だと71.3%であった。NHK報道によるイギリスの統計任意団体「Our World in Data」の調べによれば、各国の保健当局が予定した接種回数（通常2回、国により3回）までの接種率（接種済人数の人口比統計）では、日本は同年10月17時点統計で66.47%と、イギリスの65.7%、ドイツの65.15%、米国の56.17%を抜いており世界的にも遜色のないレベルとなっている。
また、接種の優先順位の問題も、あくまでも対応は自治体の裁量に委ねられているため自治体によって対応に差異があるが、概ね夏季後半頃までに概ね解決し、多くの自治体で希望者は比較的速やかにワクチン接種ができるような予約状況になっている。
その一方で、自治体によりワクチン供給確保の状況に大きな差が出始めている。10月13日報道によれば、人口二百数十万人（同年）を抱える名古屋市で、大規模会場などで予約枠が100%埋まらず、一部時間帯では予約なし接種対応が可能になっている一方で、三重県桑名市では、三重県から供給されるファイザー製ワクチンの供給が先細り、10月17日以降、接種の対応ができず予約不能の状況に陥っているとのことで、自治体間の接種対応の格差が表面化しつつある。また、福島県郡山市や広島県広島市でも、同年10月にかけてファイザー製ワクチンの供給枠確保が国・県から示されないため、同社製ワクチンの予約受付を一時停止し、モデルナ製を推奨する状況になっている。
接種率の上昇の一方で、若年層の接種率の低迷が問題となっている。大阪府では10月15日報道時点で、20代と30代の若年層の1回目接種率がようやく50%台に到達した状況となっている。
接種率の上昇とニーズの低下を背景に、自衛隊による東京と大阪の大規模接種センターについて、11月一杯での終了が報道された。5月24日の開設以降、約196万回（国内の全接種回数の約1%）の実績を残した。

### 追加接種
国は、2回目接種を完了した日から、原則8か月以上経過した18歳以上の人を対象に、3回目の接種を行うことを発表した。ファイザー（1・2回目と同量を接種）あるいはモデルナ（1・2回目の半量を接種）を使用。
11月中より、最初に接種を受けた医療従事者を対象にした接種券の発送が一部の自治体で行われ、12月1日から3回目の接種が実施されている。
ただ、オミクロン株の流行が進み、当初の8か月から7か月、6か月と2度にわたる変更やワクチン供給の問題があり、2022年1月25日時点での全人口に対する接種率は2.1%で、経済協力開発機構（OECD）加盟国の中で最下位である。加えて、1・2回目の接種者の多いファイザー製ワクチンに人気が偏り、モデルナ製ワクチンが不人気のため、接種が進まない問題もある。
2022年2月、東京と大阪に自衛隊による大規模接種会場が再開設された。東京は2021年同様、大手町合同庁舎3号館で、大阪は中央区の堺筋八木ビルで実施される。初回の東京会場の予約は9分で満員になった。大阪会場は2月7日から開始、2月4日から予約の受付を開始している。
2022年4月19日、ノババックスが開発し武田薬品工業が製造・販売するNovavax COVID-19ワクチンが薬事承認され、順次接種を開始している。ノババックスについては1・2回目および3回目の追加接種について認められている。
2022年5月25日から、60歳以上や18歳以上で基礎疾患を有し、3回目の接種から5か月以上を経過した人に対し、4回目の追加接種が実施されている（使用ワクチンはファイザーあるいはモデルナで、3回目と同量を接種）。同年7月14日の岸田首相の記者会見では、対象を医療従事者や高齢者施設のスタッフなどにも拡大することを表明した。

### オミクロン株対応ワクチンの接種
厚生労働省が2022年9月にオミクロン株(BA.1)対応2価ワクチンが、10月にオミクロン株(BA.4-5)対応2価ワクチンをそれぞれ薬事承認したことで、これらのワクチンの接種が始まった。
65歳以上の高齢者については接種率が70%を超えた一方で、特に30代以下を中心とした若い世代で伸び悩んでいる。
この原因について、2022年9月から10月にかけては、BA.4-5対応ワクチンの開発が進められている中でBA.1対応ワクチンの接種開始が先行したことや、第7波の新規感染者数がピークを過ぎて減少傾向にあったことから接種控えが発生したと指摘されている。しかし、BA.4-5対応ワクチンが承認され、11月からの第8波の感染拡大の中でも伸び悩みが続き、伸び悩みの原因として繰り返しの接種に対する疲労感、副反応への懸念、当初は有効性を示すデータが少なかったことが指摘されている。
2023年8月6日、厚生労働省は流行の主流となっているオミクロン株派生型「XBB」に対応した1価ワクチンを使い9月20日から秋接種を始めると、都道府県などに周知した。高齢者や基礎疾患がある人、医療従事者らを対象に5月から始まった春接種は9月19日で終了した。秋接種は2023年9月20日から2024年3月31日まで実施され、1人1回限り受けることが可能で費用は無料である。
2023年11月22日、厚生労働省は翌2024年度のCOVID-19ワクチンの接種について「65歳以上の高齢者」と「基礎疾患のある60歳以上の対象者」について、季節性インフルエンザと同様の「定期接種」とし、年1回行うことを了承した。原則費用の一部は自己負担が生じる見込みとなる。他の接種希望者に対しては「任意接種」として、全額自己負担とする。

## 妊婦への接種
妊娠中に新型コロナウイルスに感染すると、特に妊娠後期は、重症化しやすいため、妊娠中、授乳中、妊娠を計画中の人に対し、ワクチンの接種が推奨されている。妊婦はワクチンの臨床試験（治験）の対象から除外されていたため、当初は予防接種法に基づく「努力義務」は適用されなかった。その後、妊婦へのワクチン接種に関する有効性や安全性に関するエビデンス（科学的根拠）が集まったため、2022年1月26日の分科会で、強く接種を呼びかける「努力義務（接種を受けるよう努めなければならない）」を課す方針が了承された。
妊娠中にmRNAワクチン接種をした約3万5千人の女性の追跡研究の報告では、発熱や倦怠感などの副反応の頻度は非妊娠女性と同程度であり、胎児や出産への影響は認められなかった。2021年6月17日、日本産科婦人科学会、日本産婦人科医会、日本産婦人科感染症学会は、妊婦向けの声明を発表し、希望する妊婦はワクチンを接種することができること、ワクチンを接することのメリットがデメリットを上回ると考えられていること、あらかじめ健診先の医師に接種の相談をしておくこと、などについて言及した。また、同年8月14日に第2報を発信し、妊婦が時期を問わずワクチンを接種することを勧めるとともに、妊婦への感染源となりがちな妊婦の夫またはパートナーに対しても、ワクチン接種をお願いした。
2021年8月23日、厚生労働省は、「妊娠中の者及び配偶者等（中略）が希望する場合には、できるだけ早期に、円滑に新型コロナワクチンの接種を受けることができるよう、（中略）特段の配慮をお願いいたします。」との事務連絡を各都道府県および市区町村に対して行った。

## 子どもへの接種
2022年1 - 8月に、日本でCOVID-19感染後に死亡した子ども（20歳未満）のうち、基礎疾患無しが52%であり、年齢別では5 - 11歳は41%（全員ワクチン未接種）、5歳未満は48%であった。死亡に至る原因は中枢神経系の異常38%、循環器系18%、呼吸器系8%であり、発症から死亡までの日数は3日と急激に症状が悪化していることが分かった
オミクロン出現以降、10歳未満の感染者は10万人当たり3人（第1波）から13,033人（第6波）へと大幅に上昇し、基礎疾患のない健康な子どもの重症化や死亡が増えた。しかし、「子どもは子どもは感染しにくく、感染しても軽症で済む」「副反応が心配」という情報が先行したため、接種をためらうワクチン忌避が起きている。2022年1月21日 - 4月8日（オミクロン流行期）の5-11歳の25万5,936名を対象にした研究では、ファイザー製ワクチン2回接種はCOVID-19による入院を約80%防ぐとしている。
また子どもは軽症であっても感染から数週間後に、小児多系統炎症性症候群（MIS-C）という全身の炎症による臓器障害を起こすことがあるため、MIS-CやLong COVIDといった後遺症を防ぐためにも 、子どものワクチン接種には大いに意義がある。2022年11月時点で、日本では新型コロナウイルスに感染した子どものうち、少なくとも64人が小児多系統炎症性症候群（MIS-C）と診断され、死亡例も報告されている。アメリカでは9073人がMIS-Cと診断され、このうち74人が死亡した。ワクチンは、MIS-C発症を大きく下げることが研究で示されている。また、感染後に1型糖尿病を発症する子どもも増えている。
COVID-19による重症化、死亡、後遺症を防ぐにはワクチンが最善の策であるため、厚生労働省は「努力義務」を適用し、日本小児科学会は接種を「推奨」している。

### 5 - 11歳への接種
2022年3月、小児（5 - 11歳）へのファイザー製ワクチンの接種が始まった。有効成分量は12歳以上の3分の1であり、3週間空けて2回接種する。小児（5 - 11歳）用ワクチンのオミクロン株への効果と安全性のデータが不足していたため、当初は予防接種法に基づく「努力義務」は適用されなかった。しかし「第7波」でワクチン未接種の子どもの感染が急増し、臨床試験によりオミクロン株への有効性と安全性に関するデータが確認されため、2022年9月上旬頃から5 - 11歳を含む全世代に「努力義務」とすることになった。2023年秋冬の接種では、重症化リスクの高い者にのみ努力義務が適用された。
日本小児科学会など専門家は、子どもをCOVID-19から守るためには、まずは周囲の大人の適切な回数（3 - 4回）のワクチン接種が重要であることを強調する。子ども自身の接種については、基礎疾患の有無にかかわらず、デメリット（副反応）よりもワクチンを接種するメリット（発症予防、重症化予防、家族への感染拡大予防など）が大きく上回るため、「推奨」している。小児用COVID-19ワクチンは大人の3分の1の量であり、副反応が大人と比べて少なく症状は軽い。
2022年8月1日の調査では、5 - 11歳のワクチン接種率は秋田県45％、山形県44.4％など東北が高く、大阪府7％、和歌山県10.3％など関西が低かった。関西5府県は20 - 30代の3回目接種率も3 - 4 割台と低く、親世代の意識による影響が指摘されている。

### 生後6か月 - 4歳への接種
2022年10月下旬、乳幼児（生後6か月 - 4歳）のファイザー製ワクチン接種が始まった。生後6か月 - 4歳用は従来株に対応したものであり、12歳以上用の10分の1量で3回接種する。
乳幼児（生後6か月 - 4歳）への接種は、小児（5 - 11歳）同様に「努力義務」が適用され、日本小児科学会より接種が「推奨」されている。オミクロンの流行で重症化する小児が増えたため、メリットがデメリットを上回ると判断された。生後6か月 - 4歳の副反応は、大人と比べて極めて軽く、市販後の大規模な追跡調査でも高い安全性が確認されている。それに対しオミクロンにおける重症予防は、他の年齢層と同様の効果が期待される。

## 副反応
厚生労働省はワクチン接種後の健康状況を継続的に調査している。ワクチンによるアナフィラキシーや脳炎などの重篤な副反応は非常にまれであり、ほとんどの副反応は注射した部分の腫れや発熱などの軽微なものである。重篤な事象が一般的であるという考えは、WHOによって 「予防接種に関する一般的な誤解」 に分類されている。
初回接種後の健康状況調査では、ファイザー製ワクチンの先行接種を受けた医療従事者2万人を対象とした調査が最初に行われた。その後、モデルナ、アストラゼネカ、武田製薬のワクチンについても調査された。
厚生労働省の「副反応疑い報告」では、透明性の向上等のため、ワクチンとの因果関係があるかどうかにかかわらず、医師から報告のあった事例を全て公表している。厚生労働省は審議会を頻繁に開催し、専門家による評価結果とあわせて公表しており、2024年1月の審議会では、引き続き安全性において重大な懸念は認められないと評価した。
国のもう1つの制度「予防接種健康被害救済制度」は、ワクチンで健康被害を受けた場合の「救済」を目的とする補償制度であり、「因果関係不明」でも「迅速に救済」される。接種券には「健康被害はきわめて稀ではあるもののなくすことはできない」と明記した上、健康被害を受けた場合の相談窓口や救済制度が説明されていた。2024年4月から、65歳以下は予防接種法に基づかない接種（任意接種）に移行したため、医薬品医療機器総合機構 (PMDA) の救済制度「医薬品副作用被害救済制度」が適用される。

### 心筋炎
2021年10月、厚生労働省は、10代および20代の男性はファイザーのワクチンに比べて、モデルナのワクチン接種後の心筋炎関連事象が疑われる報告頻度が高いため、十分な情報提供の上、ファイザーの接種も選択できることとした。また、本人がモデルナを希望する場合は、COVID-19に感染した場合より心筋炎関連事象の発症頻度が低く軽症であることから、接種可能のままとした。

### アナフィラキシー
重篤な副反応であるアナフィラキシー（成分に対する特異的なアレルギー反応）は、100万回の接種あたり約5人（0.0005%）と非常にまれであり、適切な処置により回復する。ワクチン接種会場では、アナフィラキシーに備えて経過観察の時間を設け、治療薬を用意している。アナフィラキシーは初回接種で多く発生する。アナフィラキシーは風邪薬や痛み止めなどの日常的な薬やハチ刺傷、食物でも発生するが、ワクチンによる発生頻度は比較的低い（ハチは100万人あたり約5000人、抗生剤100万人あたり約400人）。COVID-19ワクチンとアナフィラキシーによる死亡との因果関係が否定できないと結論づけられた事例は以下の1例がある。
2022年11月5日、愛知県愛西市の集団接種会場で、4回目接種の5分後に40代の女性が急変し、1時間半後に死亡した。11月11日の厚生労働省の報告書によると、女性は「糖尿病や高血圧症、睡眠時無呼吸症候群などの基礎疾患と高度肥満があり、急変時に「接種前から体調が悪かった」と話していた。急変の4分後に会場の医師が呼ばれ、酸素投与や心肺蘇生法（CPR）などの救命措置を行い、救急を要請した。心肺蘇生においては、エピネフリンを静脈投与しようとしたが血管が見つからなかった。救命救急センターでは心肺蘇生とルートを確保してアドレナリン投与、挿管管理を実施したが回復しなかった。死因は、「糖尿病や高血圧等の既往」「死亡時画像診断で高度肺うっ血像」「接種前からの呼吸苦と、急変時の泡沫状血痰」から急性心不全と診断された。女性の夫は、アナフィラキシー治療用のアドレナリン注射をしていれば助かったとして、市などの対応に不信感を表した。日本アレルギー学会の『アナフィラキシーガイドライン』では、「アナフィラキシーと診断した場合または強く疑われる場合」に「直ちに筋肉注射する」ことが推奨されている。
2023年3月、厚生労働省の専門家部会は、「接種と死亡との因果関係は否定できない」と評価した。審議結果は、「アナフィラキシーの発生を考慮し、早期にアドレナリンの筋肉注射が必要だった」「アナフィラキシーショックであった場合には最重症型であったと想定され、医師が呼ばれた時点でアドレナリンの投与が行われたとしても救命できなかった可能性が高い」と指摘した。2023年9月、愛西市の「医療事故調査委員会」は、「非心原性肺水腫による急性呼吸不全及び急性循環不全が直接死因であると考えられ、この両病態の発症にはアナフィラキシーが関与していた可能性が高い」「短時間で進行した重症例であることから、アドレナリンが投与されたとしても救命できなかった可能性はあるが、早期にアドレナリンが投与された場合、救命できた可能性を否定できない」と指摘した。病理解剖については、遺族は勧められなかったと話し、カルテには茫然自失の遺族は解剖の話には答えなかったと書かれているなど、説明の有無を巡って遺族側と医療者側の間で齟齬が生じている。2023年11月、女性の夫が、医療従事者の対応が適切ではなかったとして、愛西市に約4500万円の損害賠償を求める訴えを起こした。

### ワクチン接種後死亡について

#### 副反応疑い報告制度
厚生労働省が公開する「副反応疑い報告」のデータが、反ワクチン派の「ワクチンで多くの人が死亡しており危険」と主張する証拠に使われている。しかし、ワクチン接種後に起きたという「前後関係」さえ満たせば、「因果関係」の有無は問わずに報告されるため、ワクチンとは因果関係が不明なもの、他の原因によるものも含まれる。「副反応疑い報告制度」では、医学薬学的観点から総合的に判断し、因果関係が否定できないとされた死亡事例が2例ある（うち1例は上記の#アナフィラキシー）。2024年1月時点で、厚生労働省は「COVID-19ワクチン接種によるベネフィットがリスクを上回ると考えられ、接種を止めなければならないような安全性の懸念は認められない」と評価している。

#### 健康被害救済制度
日本にはもう1つ「予防接種健康被害救済制度」という、速やかに健康被害を救済するための制度があるが、「医学的に厳密な因果関係」までは必要とせず、接種後の症状が予防接種が原因ではないと断定できない場合も対象になる。この制度は、集団免疫による「病気のまん延を予防する」という公衆衛生的効果の必要性を背景にしたものであり、「自分のためだけではなく、他の人のために」接種した予防接種の貢献に対し、要件を満たす場合は「因果関係不明」でも幅広く迅速に補償される。死亡した場合の補償金は4420万円、障害年金は1級で約517万円（年額）が支払われる。因果関係が明らかに否定（否認）できるもの以外は、極力救済につなげるため、審議結果はほとんど（約9割）が認定されている。
2024年4月17日時点で、日本国内における健康被害救済制度の認定件数は6988件（否認1526件）、COVID-19ワクチン接種と死亡の因果関係が否定できないとして救済を認められたのは561例である。初認定となった91歳の女性は、基礎疾患として脳虚血発作や高血圧症、心肥大があり、接種後に急性アレルギー反応と急性心筋梗塞で死亡した。2023年11月時点で、COVID-19ワクチンは国内で1億人以上に4億回以上接種されたが、健康被害救済制度への申請件数は、コロナ前の30倍近くになり、「迅速」なはずの審査の遅れが指摘されている。2023年からは、審査する部会を3つに増やして体制を強化したが、2023年11月13日時点で、厚労省で受理された申請のうち約4割が未審査の状態である。
ワクチン接種の有無にかかわらず、日常では死亡や急病が発生している。2019年の日本（人口約1億3000万人）では年間約138万人、1日平均では約3780人が亡くなった。そのうち、健康だった人が亡くなる心臓突然死は年間約7.9万人、1日約200件発生し、7分に1人が亡くなっている。一方、2024年4月1日までの日本のCOVID-19ワクチン総接種回数は4億36,19万3,341回で、人口の80.4%が1回目接種を、65歳以上の91.9%がブースター接種（3回目）を受けている。そのため、ワクチン接種後に亡くなる人もいるが、「ワクチン接種後に死亡」という事例を「ワクチン接種で死亡」と捉えてはならず、その数が「ワクチン接種をしていない人」と比べて多いのかを評価する必要がある。厚生労働省や日本のデータを用いた研究は「ワクチン接種をしていない人が、COVID-19と関係なく自然に死亡する数」と比較して、ワクチン接種による死亡のリスクは増えていないとしている。また、COVID-19に関係する死亡数は、2021年3月3日 - 11月30日（デルタ流行期）の日本のデータでは、ワクチン接種はCOVID-19の患者数を33％（56万4596人）、死亡数を67％（1万8622人）抑制したと推算された。この試算は直接的な効果のみだが、ワクチン接種には間接的な効果もあり、全体の接種率が高くなると感染の連鎖や医療の逼迫が起こりにくくなるため、感染や死亡を抑制する効果はさらに大きいと考えられる。

## 裁判
- 2023年5月23日、COVID-19ワクチン接種後に陽性と判明し、60代の男性が死亡したのは接種が原因だとして、遺族が国や製造元のファイザーなどに計1300万円の損害賠償を求める訴えを起こした[368]。男性には基礎疾患として糖尿病やアレルギー疾患などがあった[368]。
- 2023年9月20日、COVID-19ワクチン接種後に、動悸や息切れが続き生活に支障が出ていると主張して、40代の女性とその夫が国と自治体、製造元のファイザーに6000万円の損害賠償を求める訴えを起こした[369]。
- 2024年4月17日、COVID-19ワクチン接種後に死亡した人の遺族ら13人が、国が「副反応などのマイナス情報を広報せずに被害を広げた」として、1人あたり330万円、計約9100万円の損害賠償を求める訴えを東京地裁に起こした[370][371]。原告は、全員が国の予防接種健康被害救済制度で、死亡や後遺症とワクチン接種との「因果関係が否定できない」として、死亡一時金などが支給されている[372][370]。訴状によると、原告らは「国はワクチン接種を積極的に促す一方、接種による死亡や重篤な症状の副反応報告は広報せず、ワクチンの危険性を知ることができず、死亡や後遺障害などの被害を被った」と主張した[372][373]。また、「コロナワクチンの健康被害に苦しむ人のための専門外来を設けるなどの対策を十分に取らなかった」と指摘した[372][373]。
- コロナ禍において、COVID-19ワクチンに関する情報発信を行っている医師に対して、誹謗中傷や脅迫が相次いだ[374][375][376][377]。一部の医師は、これらの被害に対して開示請求や刑事告訴[378][379]などの法的措置を取った[380][381][382]。

## 誤情報と混乱
医師や政治家を含む様々な人々がCOVID-19ワクチンに関する誤情報を拡散した。2024年には科学的根拠のないレプリコンワクチンのシェディング（接種者から非接種者へのワクチン成分の伝播）に関する誤情報が広まり、社会的混乱が生じた。

### 2021年
- 医療従事者へのワクチン先行接種が始まった2021年2月頃から、「ワクチン接種で不妊になる」という内容の投稿がTwitter上で拡散し始めた。この拡散の約半数は、7つのアカウントが起点になっており（東京大学教授鳥海不二夫の分析による）、他の主張も反グローバリズムや陰謀論の傾向がみられた[383]。
- 2021年1月、京都大学の宮沢孝幸准教授は、読売テレビ『そこまで言って委員会NP』でCOVID-19ワクチンについて、「筋肉注射が呼吸器感染症に効くのは合理的ではない」と発言した[384]。これに対し、国立国際医療研究センターの氏家無限は、ワクチンの効果は感染経路のみで決まらず、臨床結果と矛盾すると指摘した[384]。BuzzFeed Japanが宮沢にファクトチェックの取材を申し込んだが、多忙を理由に回答は得られなかった[384]。
- 2021年2月、自民党の斉藤新緑・福井県議会議員（当時）は、議会報告の冊子で「COVID-19ワクチンは殺人兵器」「コロナ禍は世界を闇から操るディープステートが計画したもの」「光（トランプ陣営）と闇（バイデン陣営）の聖戦では、光の勢力が闇の支配者に勝利したが、メディアは報道せず、人々を洗脳し闇の支配は続いている」「バイデンは親子は、国家反逆罪で、逮捕されており、多分、この世にはいません」など[385]、陰謀論集団「Qアノン」と似た主張をしたことから、政権与党である自民党県連ナンバー2の発言として大きな話題となった[386][387]。2021年4月、批判が殺到したのではと『朝日新聞』から質問された斉藤は「励まし、絶賛ばかりだよ。全国から」「議員生活で一番の反響だ。党からも何のおとがめもない」と述べている[386]。さらに斉藤は「菅も麻生も逮捕された。今、表に出ているのはゴムマスクやクローンだ」「コロナのワクチンにはマイクロチップが入っていて、5G電波で操られる。打てば5年で死ぬ」「私が伝えることが真実だ。もうすぐみんなわかる」と述べるなど、改めて自説を展開している[386]。なお、斉藤は7選目を目指した2023年の県議選で落選しており、反ワクチン・陰謀論などの発言が影響したとされる[388][389]。
- 2021年3月、武田邦彦・中部大学教授は、イギリスのデータに基づくと「日本の高校生320万人全員にワクチンを接種すれば、50人が死亡または重篤な副作用に見舞われる」とYouTubeの番組で発言した[390]。しかし、実際のイギリスのレポートでは、ワクチンとの関連は認められておらず、ファクトチェックの結果、この発言は誤った情報であることが確認された[390]。
- 2021年5-6月、国民主権党の党首である平塚正幸を名乗るTwitterアカウントが、ワクチン冷蔵庫の「プラグを抜こう」とハッシュタグを付けてSNSで呼びかけ[391][392]、実際に全国でワクチンを保管する冷蔵庫のプラグが抜けてワクチンが廃棄されるケースが相次いだ[393][394][395][396][397]。平塚は時事通信社の取材に対し、「アカウントが私のものか言う必要はない。投稿を見たことはある」と話している[393]。
- 2021年9月17日頃、SNSで兵庫県の生徒が「ワクチン接種後に死亡した」というデマが拡散され、学校に抗議の電話やメールが届く事態が起きた[398]。書き込んだのは兵庫県内でクリニックを経営する医師とみられ、この医師は以前からSNSなどで、ワクチン接種の危険性を繰り返し訴えていた[398]。学校側は医師に対し、内容の訂正などを求めたが、「そのような事実はない」という学校側の説明自体を認めなかった[398]。
- 2021年11月、大阪の通天閣のネオンサインを「治験中 射ったらあかん」「射っちゃダメだよ」〔ママ〕と改竄した2枚の画像がTwitter上で拡散された。COVID-19ワクチンを接種しないよう呼びかけるために改竄したとみられ、運営会社は公式Twitter上で「悪質なデマ」として注意喚起している[399][400]。
- 2021年には、ワクチン接種に反対する医師らによる書籍がベストセラーとなった[401][402]。たとえば、同年7月に出版された船瀬俊介、高橋徳、中村篤史による『コロナワクチンの恐ろしさ』（成甲書房）では、「ワクチン接種者が9週間後に新型コロナウイルスの培養器になる」「エイズやSARSは全て生物兵器」といった、検証困難な陰謀論的主張が展開された[402][403]。同書は、ワクチンの危険性を訴える層に受け入れられ、ヒット作となった[402][403]。2023年3月に『日本文化論年報』に掲載された論文によると、2020年1月から2021年10月に刊行されたCOVID-19ワクチンに関連する陰謀論的な書籍の多くは、ヒカルランドや共栄書房といった特定の出版社から出版されており、それらの書籍の約半数は飛鳥昭雄、大橋眞、船瀬俊介の3人によって執筆されていた[404]。こうした反ワクチン本の特徴として、科学的根拠に乏しい主張や恣意的なデータの扱いが指摘されている[403][402]。
- 2021年頃から、COVID-19ワクチンに関するナノボットやマイクロチップに関する誤情報が、国内外で繰り返し拡散された。「ワクチンにナノチップやナノボットが含まれている」「マイクロチップによって行動が監視される」といった主張が流布されたが、いずれも科学的根拠がなく、事実に反する誤情報である[405][406]。例えば、電気通信大学の研究者は実際のワクチンを用いて、マイクロチップや放射性物質が含まれていないことを検証し、陰謀論が誤りであることを指摘した[407]。また、「ワクチン接種後に体が磁石に反応する」とする主張もSNS上で広まり、一部では動画も投稿されたが、これについても科学的根拠がなく、誤情報である[408]。さらに、2024年8月には、「日本政府がCOVID-19ワクチン接種者の体内からナノボットを発見し、9600万人に影響があるとして国家非常事態を宣言した」とする虚偽の情報が、英語圏の陰謀論系サイト「The People’s Voice」などで拡散されたが、ファクトチェック機関により否定されている[409]。

### 2022年
- 東大・早大・筑波大の研究グループによる「コロナ禍におけるワクチンツイートの分析」では、コロナ禍以前から存在するワクチン反対派はリベラル政党との結びつきが強い一方で、新たにワクチン反対派となった層は既存政党との関係が薄く、反ワクチンを掲げる参政党との結びつきを急速に強めたことが明らかになった。この動きが結果として、2022年参院選における参政党の議席獲得につながった可能性があると分析された[410][411][412]。
- 2022年6月13日、河村たかし名古屋市長は、記者会見で「基礎疾患があるとCOVID-19ワクチンでかえって重症化する」「イベルメクチンがコロナ治療薬として一番効いたと米国救急医学会が発表した」等の発言をし、ファクトチェックで「全くのデタラメ」と指摘された[413][414]。厚生労働省などの公的機関は、基礎疾患がある人のワクチン接種を強く推奨し、米国救急医学会（ACEP）は、イベルメクチンの適応外使用は「有害または死亡につながる」と警告している[415][416][417]。河村は、その後の記者会見でも「ワクチンについてはニコニコ動画を見て欲しい」等の発言をしている[418]。
- 河村市長と「ワクチン後遺症」をテーマに講演会を行う長尾和宏医師は[419][420]、「何百人診て一人も死なせていない」という経験に基づき、イベルメクチンをCOVID-19の「特効薬」として[421][422]、また、ワクチン後遺症の「ギランバレー症候群様にも効いた」「万能薬」として扱い[423][424]、日本におけるイベルメクチンの熱狂の一因になった[425][426][427]。2022年11月18日、長尾は参議院の厚生労働委委員会[428]に改正感染症法の参考人として招かれ、「COVID-19ワクチン接種後1 - 2ヶ月でクロイツフェルト・ヤコブ病（CJD）と確定診断された人が10人以上いる」「コロナ後遺症、ワクチン後遺症には、イベルメクチンが6 - 7割に効く」などと発言した[429][430][431][432]。しかし、COVID-19ワクチン接種開始後のCJDの発生件数は増えておらず[433]、COVID-19ワクチンでCJDになるとする反ワクチン派の主張は、根拠がないとしてファクトチェックで否定されている[434][435]。
- 2022年7月と2023年11月に安倍晋三元首相が暗殺されたのは「WEF（世界経済フォーラム）の命令に従わず、ワクチンを義務化せず、160万回分のワクチンを返品し、国民にイベルメクチンを配布したからだ」というデマが拡散された[436][437][438]。ロイターなどメディアはファクトチェックを行い、「安倍元首相は2020年9月に退陣したため、ワクチン接種にはほとんど関与していない。日本はワクチン接種を義務づけていないが、2021年6月頃からの積極的なワクチン接種キャンペーンにより、人口の80％以上がワクチンを接種している。2021年8月にモデルナ社のワクチン163万本の使用を停止したのは一部のバイアルに汚染物質が混入したとの報告を受けための予防措置である。イベルメクチンは、日本政府や厚生労働省からCOVID治療薬として承認されたことはない」と否定をした[438][439][440][441]。
- 2022年7月13日、鳩山由紀夫元首相は自身のTwitter投稿で、「（COVID-19）ワクチンを打つと入院確率が3倍になるとWHOが認めた」「ファイザーは大量のデータを削除した内部告発も発表」「ワクチン利権が陰謀論と切り捨てられないことが明らかになった」とツイートし、2022年8月12日時点で2万7000リツイート、5万いいねを集めるなど拡散された[442][443]。しかし、そのような事実はなく、WHOの発表もファイザー社の内部告発に関する大手メディアの記事なども存在しない[442][444][445]。元新型コロナワクチン接種推進担当大臣の河野太郎からは「ワクチンデマ」と批判され、専門家からは「国民の命・健康と生活に関わる情報については特に、情報の真偽と発信が及ぼす影響について、発信者も十分に注意することが大切であり、元首相のように影響の大きな人物は自らの発する情報の正確性には十分注意してほしい」と求められた[446][442]。2022年9月、WHOのロゴを使用した偽ニュースサイトの画像と共に、再度COVID-19ワクチンに関する誤情報を拡散し、専門家から厳しい批判を受けた[447][448][449]。
- 2022年、COVID-19ワクチンが「ターボ癌」と呼ばれる急速に進行するがんを引き起こすという科学的根拠のない誤情報が広まった[450][451]。この誤情報は、反ワクチン派の医師や著名人、SNS上で、単一の症例報告や逸話に基づいた推測をもとに広められたものであり、実際の疫学データや臨床試験で確認されたものではない[450][452]。2022年12月、ワクチン接種後に娘が「ターボ癌」にかかったとしてTwitterで寄付を募る投稿が批判を集め、アカウントが削除される騒動も発生した[453][454]。また、2023年11月にX JAPANのHEATHが癌で死去した際にも、ターボ癌と結びつける根拠のない投稿が大量に行われた[455][454]。医学界および保健当局は、COVID-19ワクチンががんを引き起こすという証拠はなく、「ターボ癌」という現象自体が科学的根拠に欠ける造語であると明確に否定している[456][457]。
- 2022年9月、東京都北区のクリニック院長が、反ワクチン派だけが参加できる投資セミナーで知り合った人にCOVID-19ワクチンを接種したように装い、自治体から委託料をだまし取ったとして逮捕された[458][459][460]。院長はワクチンを「殺人ワクチン」、接種証明書を「なんちゃって証明書」と呼んでいた[461][462]。院長は「さまざまな人に頼まれてワクチンを打ったことにして接種済み証を作った」と供述し、一方で、ワクチンを受けたいという患者には生理食塩水を打ったと述べている[463][464]。2022年11月、この投資セミナーの主催者も逮捕された[460][465]。主催者は、投資セミナーで「新型コロナを不活化する水」を販売したり、「ワクチンは危険だが、接種証明書が無いと買物も出来ない」と説明し、参加者にクリニック院長を紹介していた[460][465][466]。2023年5月、院長に懲役2年、執行猶予3年の有罪判決が下された[467][468]。
- 2022年11月、日本の反ワクチン団体「神真都Q（やまとキュー）」の村井大介（通称: 甲兄）代表理事が、団体への寄付金で収入を得ながら生活保護費を不正受給したとして、詐欺容疑で逮捕された[389][469][470]。神真都Qは、ホームページで寄付金を募り、口座には2022年2 - 7月の約半年間で1044回、計7192万5635円が入金されていた[469][471]。代表理事は寄付金から約620万円を私的に流用し、自宅で使う電化製品などを購入していた[469][470]。神真都Ｑは、1万3千人の構成員から入会金や年会費だけで6千万円近い収入があるとされ、寄付金はエデンと呼ばれる自治空間をつくる計画（村興し）のために集金されていた[472][473][474]。また、神真都Ｑの元代表倉岡宏行（通称:岡本一兵衛）など計17名のメンバーは、ワクチン接種会場やクリニックで妨害行為を行い、建造物侵入で逮捕された[475][476][477][478]。神真都Qは、トランプを支持するQアノンの陰謀論に影響を受けた『光の戦士』を自称しており、「コロナワクチンは『闇の政府（ディープステート）』が人類滅亡を目論んだもの」だと考え、接種会場には「殺人行為を止めに入った」と主張していた[479][480][481][482][483]。2022年11月、裁判で倉岡元代表は、「当時は『自分のやっていることは正しい』と思っていたが、多くの人に不安や恐怖を与えた。冷静になって、深く反省している」と謝罪し、「このままではメンバーが暴走するという不安があり、逮捕されてよかった」と述べた[484][471]。一方で裁判を傍聴したメンバーは、「裁判はディープステートの計画で進められており、謝罪はコントロールされて言わされたものだ」と主張した[471]。裁判では、被告が建造物侵入の事実を認め、団体に対して解散請求をする意向を示したことから、社会での更生を求める執行猶予付きの有罪判決となった[485][486]。
神真都Qの一連の事件は反ワクチン団体の過激化として話題になり、過激なカルト組織「オウム真理教」との類似性から危険視されていた[474][487]。神真都Qの摘発は、オウム真理教事件の捜査を担当した警視庁公安部及び県警警備部によって行われており、公安警察が警察官向けに発行する雑誌『治安フォーラム』2022年10月号では巻頭で神真都Qが特集された[474][488]。事件後、神真都Qは離脱者が続出し、デモの参加者が減少した[389][489]。

### 2023年
- 2023年以降も誤情報の発信は続いている[490][491][492]。日本ファクトチェックセンターは、2023年にCOVID-19ワクチン関連のファクトチェック記事を16本配信した[490][491]。
- 2023年9月、立憲民主党の原口一博・衆院議員は、立憲民主党の岡田克也幹事長からワクチンに関する陰謀論などを繰り返したとして口頭注意を受けた[389][493]。

### 2024年
科学的根拠のない自己増幅型RNA（レプリコン）ワクチン「コスタイベ」のシェディング（接種者から非接種者へのワクチン成分の感染）などの誤情報が一部の団体や個人から拡散され、入店拒否などの社会的混乱が起きた。
- 2024年5月、東京・日比谷公園で「WHOから命をまもる国民運動」主催による大規模な反ワクチン・反WHO集会が開催された。参加者は世界保健機関（WHO）が推進する「パンデミック条約」について、「ワクチンの強制接種を可能にする」などと主張し、WHOや政府に対する抗議活動を行った。また、立憲民主党の原口一博元総務相が登壇し、COVID-19ワクチンを「生物兵器」と呼んで批判した[494][495]。しかし、パンデミック条約は主権が各国にあることが明記されており、WHOが各国に命令する権限はなく、ワクチン接種の強制を定める文言も存在しない[496][497][498][499][500]。外務省も、同条約案に強制接種に関する記載はないと否定している[494]。
- 2024年8月、日本看護倫理学会はレプリコンワクチン接種者から非接種者への「シェディング」（感染）の懸念を科学的根拠なく主張する緊急声明を発表し、専門家や公的機関から批判を受けた[501][502][503]。この声明により接種者の施設利用拒否や医療機関への嫌がらせが相次ぎ、社会的混乱を引き起こしたため[504][505]、最終的にワクチン製造元のMeiji Seikaファルマが理事長に対して法的措置をとる姿勢を示した[506][507]。同社は「mRNAワクチン中止を求める国民連合」の我那覇真子ら幹部に対しても、コスタイベに関する非科学的主張（「投与後にmRNAワクチンが増殖し続ける」など）を繰り返したとして法的措置を表明した[507]。
- 立憲民主党の原口一博・衆院議員は、SNSや動画配信でレプリコンワクチンを「生物兵器」「3発目の原爆」、Meiji Seikaファルマを「731部隊」などと繰り返し表現し[508]、衆院選の選挙公報や政見放送、街頭演説でも日本人が「モルモットにされている」などと繰り返し誹謗中傷した[509][510][511]。これに対し、Meiji Seikaファルマは提訴を表明した[512][513]。同社は、「国と取り組んできた公衆衛生向上への取り組みが攻撃された」と説明し、10月初旬に警告文を送ったが改善が見られなかったと述べた[514]。
- 立憲民主党の川田龍平・参院議員は、科学的に否定されているにもかかわらず「ベトナムのレプリコンワクチン治験で18人が死亡した[515][516]」「特定のワクチンロットを接種した人全員が死亡した」などの誤った情報を国会やSNSで積極的に拡散した[517][518]。また、科学的に立証されていない「シェディング」現象を主張する要望書の提出[519]や反ワクチン集会への参加など[520][521]、ワクチンに対する不安を煽る活動を続けており、これらの主張は厚生労働省や日本感染症学会などの専門機関により明確に否定されている[522][523]。
- 2024年9月に出版された『私たちは売りたくない！"危ないワクチン"販売を命じられた製薬会社現役社員の慟哭』は、Meiji Seikaファルマの社員チームによる内部告発本とされていたが、実際には著者とされた「チームK」は存在せず、執筆に関わったのは1名の社員のみだった[524][525]。この社員は、書籍の名前の由来とされる故人の元社員「K」とは面識も業務上の接点もなかったことが明らかになった[524][526]。さらに、当該社員は数年前からSNSでCOVID-19ワクチンに反対する動画を配信しており、ワクチン反対派と接点を持ち、本書とは別の共同著書[527]を過去に出版していたことも判明した[524][526]。この書籍は発売後、Amazonで総合1位になるなど注目を集め、7刷・累計16万部以上を販売してベストセラーとなった[528]。
- 2024年9月、東京・有明で開催された大規模な反ワクチンデモ集会では、「WHOから命をまもる国民運動」という主催団体の関係者が若者に報酬を支払い「サクラ」として大量動員していたことが判明した[529][530]。このサクラ募集には「匿名・流動型犯罪グループ（トクリュウ）」の関与も明らかになり、証言によれば800人超のサクラが1人当たり1〜2万円の報酬で参加していたとされる[529][530]。当日の集会には立憲民主党の原口一博衆院議員と川田龍平参院議員も登壇した[520]。
- 2024年10月、参政党公認の所沢市議・斉藤かおりが診療時間中に医療機関へワクチン接種について抗議の電話をし、医療機関側は「診療妨害」と訴えるとともに約束なく訪問も受けたことを明かした[531][532]。騒動化し、後に斉藤市議はSNSで「診療の妨げになり多くの患者さまにも影響を及ぼした」と謝罪した[531][532]。
- 2024年10月、日本感染症学会など3つの学会は高齢者に対してワクチンの接種を強く推奨し、あわせてレプリコンワクチンについて接種した人が周囲の人に感染させる「シェディング」と呼ばれるリスクはないと表明した[533]。
- 2024年9月から10月にかけて実施されたアジア5地域（日本、シンガポール、台湾、香港、韓国）を対象とした意識調査では、日本はCOVID-19ワクチンの接種意向が最も低く、過去12か月間にCOVID-19ワクチンやインフルエンザワクチンを接種した人の割合も5地域で最低だった。さらに、各種ワクチン接種を「どれも重要ではない」と回答した人の割合も日本が最も高く、ワクチンへの信頼度がアジアの中で最も低いことが示された[534][535]。
- 2024年12月、長野県松本市の健康食品販売会社の役員と従業員が、「COVID-19ワクチンの後遺症に効果がある」「ワクチンの解毒作用がある」などとうたって、厚生労働省の承認を受けていない水やお茶、ゼリーなどを医薬品として販売したとして、医薬品医療機器等法違反の疑いで逮捕された[536][537]。この事件は、「商品を購入して体調不良を起こした」との匿名通報をきっかけに発覚し[538][539]、裁判所は会社および役員にそれぞれ罰金50万円、社員に罰金40万円の略式命令を出した[540]。

### 2025年
- 2025年1月、島根県の開業医が暴力事件容疑で逮捕された際、COVID-19ワクチンの接種を望まない人々に対し、「接種を受けられない」とする証明書を2年間で約4000件発行していたことがあわせて報じられた[541][542]。報道によれば、この医師はSNSや講演会などを通じて、ワクチンに対する否定的な見解を広めていたとされる[543][544]。
- 2025年2月、「ワクチン接種者の寿命が短くなる」といった根拠のない言説がSNSなどで拡散された[545]。この主張は過去にも世界各国で繰り返し流布されており、Science Feedback、USA TODAY、Ghana Factなど複数のファクトチェック団体によって検証されてきた。ファクトチェックによると、ワクチン接種と寿命短縮を結びつける科学的根拠は存在せず、こうした言説は事実に反しているとして否定されている[545]。
- 2025年5月、SNS上で「全国の知事がワクチン接種をしていないのに、国民には打たせている」とする投稿が拡散された。この投稿に添付された表は、2021年5月に実施されたアンケート結果をもとに作成されたものであり、当時は医療従事者や高齢者が優先的に接種を受けていた時期だった。ファクトチェックによると、表に掲載された知事たちはその後いずれも接種を受けており、投稿内容は誤りであると判定されている[546]。また、厚生労働省職員に関しても、「職員の9割が未接種」とする根拠不明の情報が2021年以降、SNSや一部メディアで繰り返し拡散されてきた。これについてもファクトチェックにより「根拠不明」または「誤り」とされており、厚労省自身も「事実ではない」と否定している[547][548]。
- 2025年5月21日、東京大学の研究グループは、ワクチンに関する誤情報が新型コロナウイルス感染症による死亡者数に与えた影響を、数理モデルで定量化した研究成果を発表した[43][549]。日本における2021年のCOVID-19死亡者数について、誤情報への対応がより効果的で、接種率が実際の83.4%から88.0%に高まっていれば、追加で431人の死亡を防げた可能性があるとされた[43][550]。逆に、誤情報対策が現実よりも不十分で接種率が76.6%に低下した場合には、死亡者数が最大1,020人増加した可能性が示された[43][551]。研究では、約3万人を対象としたJACSIS調査とワクチン接種記録システム（VRS）のデータを統合し、7つの主要な誤情報の影響を分析した[43]。ワクチンを接種しなかった人の36.6%が少なくとも1つの誤情報を信じていたのに対し、接種済みまたは接種予定の人では8.5%だった[43][550]。

## オペレーションの課題、問題点
大多数の国民および住民に急速かつ一気呵成にワクチンを接種する目的上、接種に当たり、以下のような問題点が顕在化した。
- 各自治体ごとに実施方法や予約方法が異なること
  - 学校や公共施設での集団接種、地域の病院やクリニックでの個別接種、両者の併用があり、自治体によって予約方法が異なる場合がある（特設サイトで予約、医療機関への特設サイトや自院サイト、電話による直接予約（可能な自治体と不可能な自治体が混在）、コールセンターへの電話、自治体が場所や日時を指定して通知（例:新潟県上越市[552]）、ほか）
  - 大量アクセスが原因の予約システム（インターネット、電話）のパンク[553]などの混乱
    - 特に、インターネットを使えない高齢者を中心に、予約が取れない事態が発生[554][555]

  - 東京や大阪に開設された国（自衛隊）の大規模会場との二重予約によるワクチンの無駄の発生の懸念[556]
- 接種を行う医師や看護師の不足が表面化
  - 出産や育児、定年などで退職した看護師を呼び戻した[557]ほか、歯科医師や研修医による接種も一部で行われており[558][559]、さらには薬剤師や医学生による接種まで検討される一方で[560]、接種も純然たる医療行為である事などから法改正などハードルが高く厚労省は消極的姿勢である[561]。
  - なお、看護師以外のコ・メディカルでは、救急救命士や臨床検査技師による接種を可能にする方針が示された[562]。
  - 企業や大学の職域接種では、接種を行う医療スタッフを自力で確保する必要があり、専属の産業医を抱えるレベルの企業や、医学部を持つ大学に事実上限られる（特に後者は、自治体の接種にスタッフを派遣したり会場を提供したりしている）[563]。
- 各自治体（都道府県、市区町村）毎の住民の接種率の格差の発生[564]
  - 人口の少ない自治体では、16歳以上の希望者に対するワクチン接種を5月でほぼ完了したところもある（例:福島県檜枝岐村[565]）。一方、北海道根室市のように65歳以上の接種完了を「9月上旬」とするところもある[566]。
  - 特に、6月より拡大された12歳以上への接種を開始した自治体への、ワクチン忌避派によると見られる抗議電話（電凸）の発生[567][568]。
  - 東京・大阪の自衛隊の大規模会場の対象年齢が、6月17日からモデルナワクチンの対象年齢である18歳以上に拡大されたが[569]、接種には自治体から発送される接種券が必要であり、自治体が発送しない限り接種を受けられない[570]。
- 内部での管理ミス
  - 取り扱いミスにより使用できなくなったワクチンの廃棄（詳細は後述「#ワクチンの誤廃棄問題」参照）
- 管理ミス等に伴う接種ミスや、針刺し事故などの過誤による医療事故（詳細は後述「#ワクチン接種に伴う医療事故」を参照）
  - 接種者の指に誤って刺した後に、接種シリンジごと廃棄せずに針だけを交換して被接種者に接種、被接種者へ使用済みの注射器セットを誤って別の被接種者に穿刺など。いずれも感染症のおそれ
  - 同じ人に対して3週間以内（当日や翌日など）に2回目の接種[571]
  - 希釈時のミスによる濃度の薄いワクチンの誤接種[572][573]
- 自治体（保健所、市区町村役場）などを騙り、ワクチン接種に絡めて金銭や個人情報などを求める不審電話や個別訪問などの発生[574][575]
- ワクチンに関する誤情報（デマ）のSNSでの拡散による若年層の接種手控え[576] （ 「#誤情報と混乱」節を参照）

### ワクチンの誤廃棄問題
2021年時点まで、日本国内だけでなく、世界的観点からもワクチンの総需要に対し供給はまったく不足しており十分ではなく、前述のとおり、接種の推進上だけでなく道義的にも正しく利用されず廃棄される事には問題があり、河野行政改革担当大臣（当時）は2021年5月21日の会見で、余剰ワクチン廃棄に対し「極めて許しがたい」と異例の表明をしている。
そのような状況下でも、多数の住民に急速に接種する関係上、種々諸々の取り扱いミスや誤手続その他の原因で以下のような誤廃棄が相次いでいる。ミスなどではなく、接種を予約した住民が接種当日までに連絡を入れず無断キャンセルしたため、やむなく廃棄に至った事例もあり、注意を呼び掛けている。
また前述のとおり、一部のタイプのワクチンには極低温など厳密な温度管理が求められ有効期限も短いものであり、例としてファイザー製は超低温冷凍庫での保管でも有効期限6か月（ただし、2021年9月10日発行の同ワクチンの添付文書第6版においては、マイナス90℃ - 60℃保管の場合の有効期限が9ヶ月に延長されている）、一般低温冷凍庫で保管可能なモデルナ製でも現場到着後2 - 3か月程度が限度であり、需要と供給を見据えた在庫・流通管理が重要となってくる。
| 日時              | 場所             | 廃棄数            | 原因                                                                                                   | 出典            |
| ----------------- | ---------------- | ----------------- | --- | --------------- |
| 2021年5月24日まで | 神戸市           | 約1200回分        | 保冷庫の電源プラグ脱落（通路上に延長コード放置）、保冷容器に入れず裸のまま配送など                     | [ 582 ]         |
| 2021年5月26日まで | 東京都八王子市   | 約258回分         | 希釈手順の誤り                                                                                         | [ 583 ]         |
| 2021年5月29日     | 川崎市           | 150人分           | 通常の冷蔵庫に移動後、温度管理ミスにより                                                               | [ 584 ]         |
| 2021年6月1日      | 堺市             | 210人分           | 接種会場で夜間にブレーカーの誤操作                                                                     | [ 585 ]         |
| 2021年6月13日     | 川崎市           | 6396人分          | リコール対象の極低温冷凍庫を使用し温度上昇                                                             | [ 586 ]         |
| 2021年7月30日     | 新宿区           | 1644人分          | 冷蔵庫の温度管理ミス（原因不明）                                                                       | [ 587 ]         |
| 2021年9月11日     | 品川区           | 2500回分          | 冷蔵庫移動のためコンセントを差し替えた所プリセット済みの設定温度がリセットされた                       | [ 588 ]         |
| 2021年9月17日     | 三重県津市       | 4800回分          | 接種会場で夜間にブレーカーの誤操作                                                                     | [ 589 ]         |
| 2021年9月29日     | 愛媛県西予市     | 84回分            | 接種施設医療機関において配水道管の老朽化により漏水し浸水、漏電により停電                               | [ 590 ]         |
| 2021年9月27日     | 埼玉県加須市     | 54回分            | 冷蔵庫の温度管理ミス（故障と推定）                                                                     | [ 591 ]         |
| 2021年9月28日     | さいたま市       | 156回分           | 冷蔵庫のスイッチ誤操作等により温度上昇                                                                 | [ 592 ]         |
| 2021年9月29日     | 群馬県太田市     | 2890回分          | 冷蔵庫扉の開放による温度上昇                                                                           | [ 593 ]         |
| 2021年10月1日     | 茨城県水戸市     | 666回分           | 接種施設医療機関において高圧配電盤不良により停電、非常用発電対象外かつ補助電源装置も無く冷蔵庫温度上昇 | [ 594 ]         |
| 2021年10月5日     | 茨城県つくば市   | 4800回分          | 何らかの理由によりブレーカー断および冷蔵庫停止、温度上昇                                               | [ 595 ]         |
| 2021年10月5日     | 埼玉県ふじみ野市 | 420回分           | 冷蔵庫のコンセント抜けにより温度上昇                                                                   | [ 596 ]         |
| 2021年10月6日     | 埼玉県所沢市     | 384回分           | 保冷庫から冷蔵庫に移動の際に異なるロット番号の瓶を混在させたためロット番号管理不能となったため廃棄     | [ 597 ]         |
| 2021年10月8日     | 兵庫県たつの市   | 144回分           | 冷蔵庫扉の開放による温度上昇                                                                           | [ 598 ]         |
| 2021年10月11日    | 名古屋市         | 当月、通算102人分 | 無断キャンセルが88人に上ったため66人分をやむなく廃棄                                                   | [ 578 ]         |
| 2021年10月11日    | 仙台市           | 294人分           | 冷蔵庫の故障による温度上昇と推定                                                                       | [ 599 ]         |
| 2021年10月11日    | 奈良県橿原市     | 110人分           | 冷蔵庫の温度管理ミス（原因不明）                                                                       | [ 600 ]         |
| 2021年10月12日    | 秋田県大仙市     | 1128回分          | 保冷庫に入れず放置                                                                                     | [ 601 ]         |
| 2021年10月13日    | 静岡市           | 204回分           | 冷蔵庫扉の開放による温度上昇                                                                           | [ 602 ]         |
| 2021年10月13日    | 長崎県佐世保市   | 340回分           | 冷蔵庫の温度管理ミス（原因調査中）                                                                     | [ 603 ] [ 604 ] |
| 2021年10月14日    | 埼玉県越谷市     | 864回分           | 計画停電に伴う補助電源への切替時の誤操作                                                               | [ 605 ]         |
| 2021年10月14日    | 兵庫県西宮市     | 250回分           | 補助電源の何らかの不具合                                                                               | [ 606 ]         |
| 2021年10月14日    | 佐賀県唐津市     | 72回分            | 冷蔵庫扉の開放による温度上昇                                                                           | [ 607 ]         |
| 2021年10月17日    | 山形県由利本荘市 | 150回分           | 冷蔵庫の温度管理ミス（原因不明）                                                                       | [ 608 ]         |
| 2021年10月21日    | 三重県津市       | 252回分           | 冷蔵庫扉の開放による温度上昇                                                                           | [ 609 ]         |
| 2021年10月22日    | 兵庫県西宮市     | 1760回分          | 基準により冷蔵保存すべき所を冷凍保管して使用                                                           | [ 610 ]         |

### ワクチン接種に伴う医療事故
接種業務を直接実施する看護師や医師が不足しており、暫く看護師等業務から引退していた看護師等を呼び戻したり、歯科医師、研修医による接種も行われている。薬剤師や医学生、看護学生等による接種も検討されたが、接種も純然たる医療行為（医行為）である事などから法改正などハードルが高く厚労省は消極的姿勢である。また救急救命士や臨床検査技師による接種も検討されている。そのような背景の中、比較的扱いの容易な筋肉内注射とはいえ、針刺し事故などの過誤による医療事故が接種に伴い発生している。その他、接種者側の誤申請等を原因とするものも含め、種々の取り扱いミスにより、基準や規定を満たさない接種トラブルも発生している。
- 誤穿刺による医療事故
  - 接種者の指に誤って刺した後に、接種シリンジごと廃棄せずに針だけを交換して被接種者に接種、感染症のおそれ[611]
  - 被接種者へ使用済みの注射器セットを誤って別の被接種者に穿刺、感染症のおそれ[612][613][614]。
  - 使用済み注射器セットの廃棄手順の誤りにより、接種看護師の指に針刺し事故、感染症のおそれ[615]。

- 取扱いミスによる誤接種など
  - 同じ人に対して3週間以内（当日や翌日など）に2回目の接種[571]
  - 希釈時のミスによる濃度の薄いワクチンの誤接種[572]。
    - 金沢市での誤接種では、可能性のある297人のうち抗体検査に同意した285人から採血による抗体検査を実施、8人が再接種相当と判断された。抗体値の低い17人には後日再度の抗体検査を依頼した。一般には、体質によって新型コロナワクチンを接種しても抗体値の上昇が鈍い場合もあり得るため、誤接種人数の特定には至らないと言う[616]。

  - インフルエンザワクチンを接種すべき対象者に誤接種。被接種者への新型コロナワクチン3回目の接種となった[617][618]。
  - 接種年齢に満たない11歳の児童に誤接種[619]。また、日本脳炎ワクチンを接種すべき12歳未満の児童に誤接種。児童は翌日副反応により37.9℃の発熱をした[620]。
  - 接種前に冷蔵保存すべきワクチンを冷凍して使用し194人に接種。基準違反、影響は不明[610]。
  - 予約の際、対象年齢を満たしているかどうかの判定を次の年度末を基準としたために、接種年齢に満たない人の一部が予約ができるようになっていた[621]。

## その他
2021年7月6日、宮内庁は天皇徳仁が６日午後、ワクチンを接種したと発表した。なお、上皇夫妻など高齢の皇族については、一般の高齢者の実施状況に倣って6月より接種が行われたことが報道されている。